# Vila Mimosa

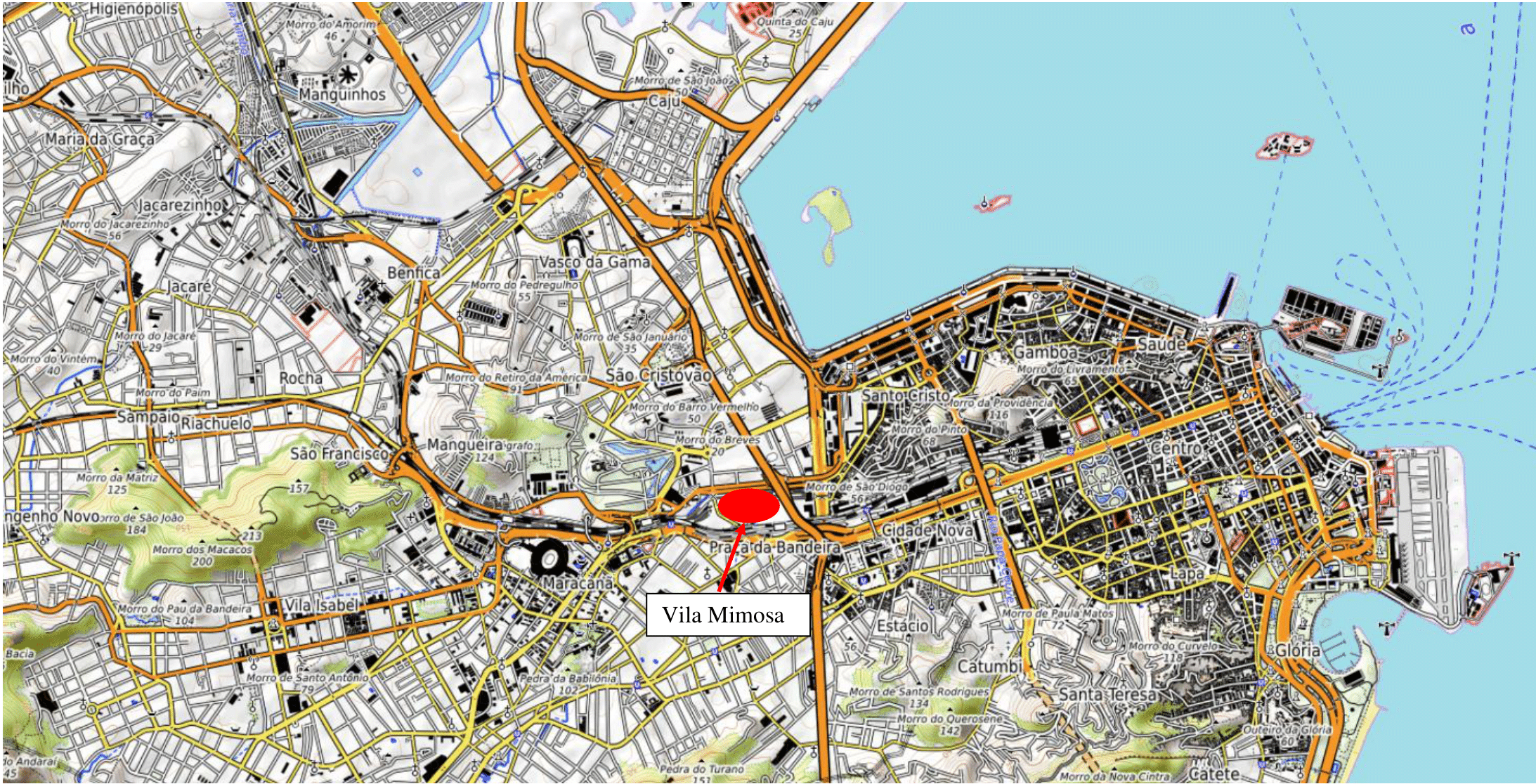
Vila Mimosa está localizada no centro do Rio de Janeiro, próxima à área comercial e de negócios, destacando-se por sua localização central no mapa da cidade.

Vila Mimosa é considerada o mais antigo reduto de prostituição do Brasil e uma das mais famosas áreas de prostituição da cidade do Rio de Janeiro. Localizada na Rua Sotero dos Reis, na Praça da Bandeira, Zona Norte do Rio de Janeiro.

## História
Sua origem remonta ao Primeiro Império, quando portugueses teriam trazido mulheres polonesas e francesas para o bairro do Estácio, no Centro, para satisfazer as necessidades sexuais da Corte. Com o fim da escravidão e a escassez de empregos, a Vila sofreu uma transformação de perfil, passando a atender principalmente o público trabalhador. Estima-se que, em seu auge, abrigava cerca de oito mil prostitutas, ocupando aproximadamente dez ruas.
Posteriormente com o desembarque de mulheres do leste europeu em fuga da Primeira Guerra Mundial, pobres e sem os maridos, Inicialmente escrita com 'z' em decorrência do português da época, teve como primeiro endereço a rua Pinto de Azevedo, localizada no Mangue, bairro do Estácio, no Rio de Janeiro. Mas o local foi demolido porque a prefeitura pensava na construção do centro administrativo (hoje local onde trabalha o prefeito da cidade). A transferência foi para rua Miguel de Frias, próximo ao antigo lugar, também no Mangue. A movimentação era muito grande, principalmente na década de 1920, pois havia muitos militares combatendo revoltas e rebeliões em todo Brasil, que tinha como presidente Arthur Bernardes. O Rio de Janeiro passava por momentos difíceis, os militares não queriam a posse do presidente, fizeram no Rio de Janeiro a revolta do Forte de Copacabana. Um dos frequentadores mais assíduos foi o poeta Manuel Bandeira. A localização da zona se manteve até aproximadamente 94/95, quando o Estado decidiu que o prédio da TV Rio seria tombado pelo patrimônio histórico.
Vila Mimosa se localizava em Cidade Nova, onde hoje está o prédio do Teleporto na Avenida Presidente Vargas. Essa área tinha 54 casas e 13 barracas em um terreno de 5.900 metros quadrados, e era tão emblemática que até deu apelidos aos prédios construídos para a prefeitura na mesma região: o Centro Administrativo São Sebastião (CASS) era conhecido informalmente como Piranhão e Cafetão. A realocação da Vila Mimosa para a Praça da Bandeira começou em janeiro de 1996, durante a administração do prefeito Cesar Maia. Inicialmente, as 1.800 prostitutas seriam transferidas para um galpão em Gramacho, Duque de Caxias, mas a compra do espaço acabou em controvérsia. A prefeitura de Caxias até chegou a embargar a obra do galpão, que estaria localizado ao lado da Rodovia Washington Luiz. Em um esforço para realocar rapidamente os bordéis, a prefeitura transferiu os móveis e pertences das trabalhadoras para um antigo galpão de um frigorífico abandonado na Sotero dos Reis.

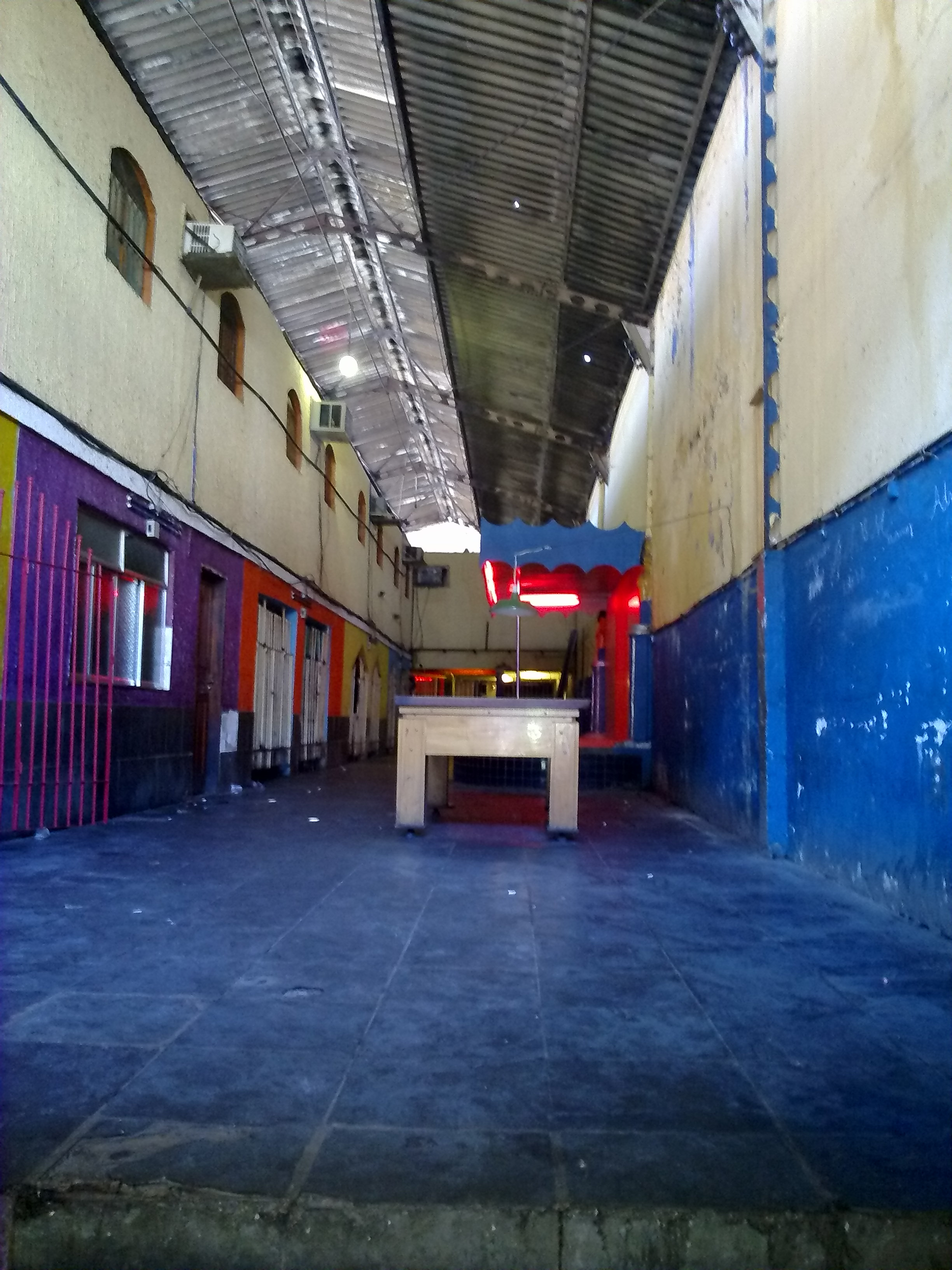
Bar Vila Mimosa apresenta uma área de entretenimento no térreo, enquanto as salas no andar superior são destinadas a serviços privados.

Historicamente, a Vila Mimosa tem sido um refúgio para mulheres em situações de vulnerabilidade econômica e social. Surgiu como um espaço onde as trabalhadoras do sexo, muitas delas migrantes, encontraram uma forma de subsistência em um contexto marcado pela desigualdade e falta de oportunidades. Ao longo dos anos, este lugar tem sido testemunha de numerosas mudanças, tanto em sua geografia urbana quanto em sua composição demográfica. Com o tempo, tornou-se um símbolo da luta e resistência das trabalhadoras do sexo no Brasil.
O início da diminuição da Vila Mimosa ocorreu com as iniciativas de modernização da cidade pelo prefeito Pereira Passos no início do século passado, seguido por outras mudanças significativas como as reformas sanitárias de Oswaldo Cruz e a construção do Metrô, do Teleporto e da sede do Governo municipal. Curiosamente, os prédios da Prefeitura construídos na área foram apelidados de “piranhão” e “cafetão”, e a Vila foi frequentada por personalidades como o pintor Di Cavalcanti e o músico Cartola. A mudança não foi pacífica. Os residentes da Praça da Bandeira reclamaram e protestaram, chegando a fechar a Avenida Radial Oeste. No entanto, as mulheres se estabeleceram no galpão, onde criaram pequenos espaços e bares improvisados. Oito dias após a mudança, a Vila Mimosa reabriu suas portas aos clientes. Anunciou-se na época a compra de um terreno para as prostitutas, mas a situação se consolidou com o tempo na Praça da Bandeira. A transferência definitiva da Vila Mimosa para a Praça da Bandeira foi concretizada após uma indenização paga pela Prefeitura, no valor de aproximadamente 300 mil reais. Contudo, relatos indicam que parte deste dinheiro foi desviado pela então presidente da associação de moradores. Apesar deste revés, cafetinas e prostitutas mobilizaram recursos, cerca de 100 mil reais, para adquirir o galpão na Praça da Bandeira, onde a Vila Mimosa permanece até os dias atuais.
A situação na Vila Mimosa também reflete as complexas dinâmicas de gênero e poder na sociedade brasileira. As prostitutas frequentemente enfrentam estigma e discriminação, não só devido à sua ocupação, mas também por fatores como origem étnica e classe social. Muitas delas são mulheres negras e de comunidades marginalizadas, o que acrescenta uma camada adicional de complexidade às suas experiências. A economia da Vila Mimosa é um microcosmo da economia informal que prevalece em muitas áreas urbanas do Brasil. As trabalhadoras não apenas vendem serviços sexuais, mas também participam em uma variedade de atividades econômicas que sustentam a comunidade, como venda de alimentos e bebidas, alojamento e entretenimento. Isso criou um ecossistema único onde, apesar das dificuldades, se forjou um forte senso de comunidade e apoio mútuo.
Em termos de saúde pública, a Vila Mimosa apresenta problemas significativos. As prostitutas enfrentam riscos de doenças sexualmente transmissíveis e muitas vezes têm acesso limitado a serviços de saúde adequados. Organizações não governamentais e grupos de advocacia têm trabalhado para melhorar o acesso a cuidados médicos e educação sexual, mas ainda há muito a ser feito para garantir que essas mulheres recebam a atenção e o suporte de que precisam.

## Hoje

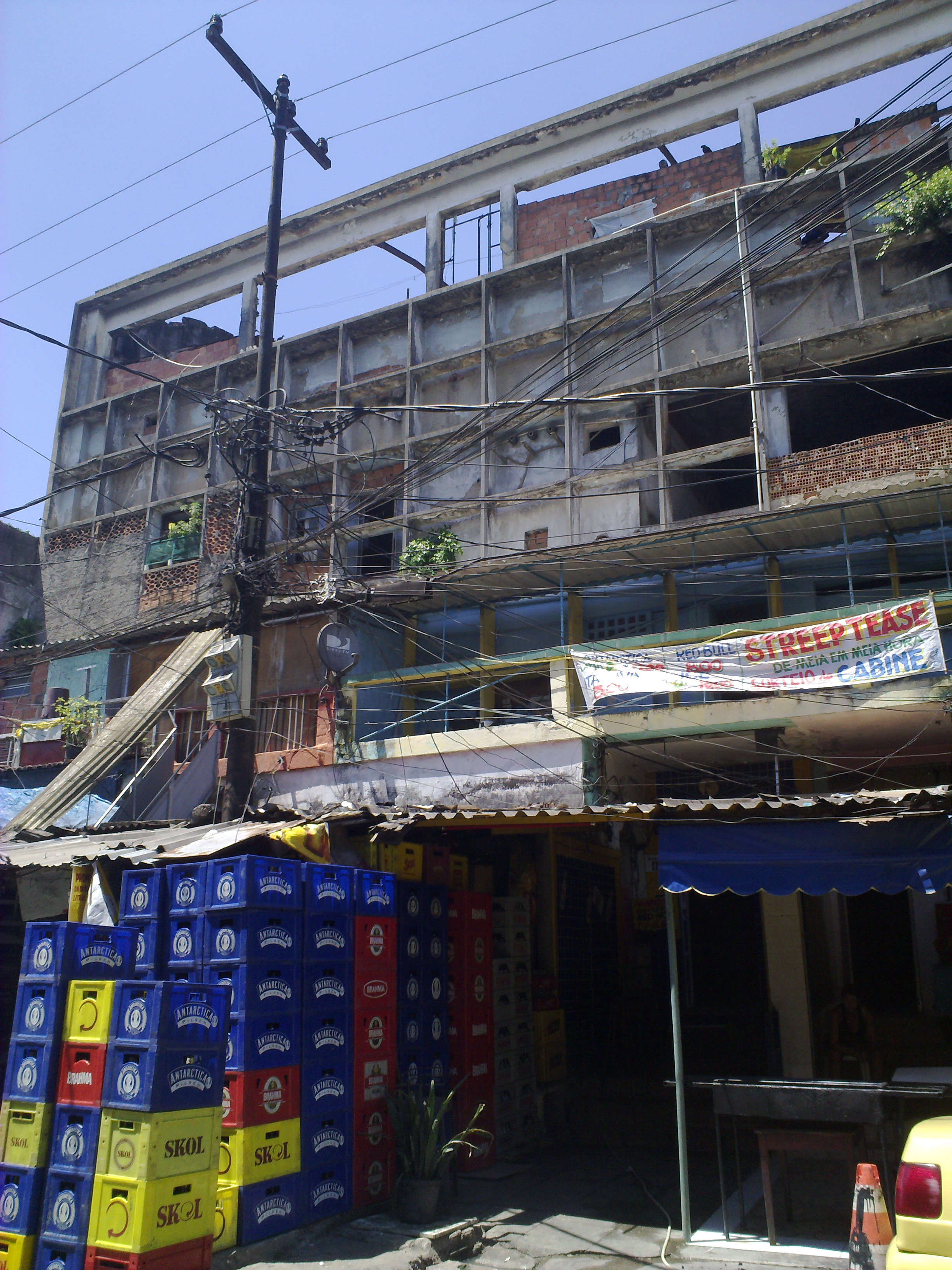
Entrada de um dos bares onde se podem ver salas para prática sexual no topo, podendo ler-se “de meia em meia hora”

A Vila Mimosa se constitui a partir de uma construção social e comercial, em que há uma configuração de estabelecimentos comerciais dos mais variados que vai além da venda de relações sexuais. Trata-se de um agrupamento de estabelecimentos localizados num mesmo espaço (ruas) e ligados pela atividade da prostituição.
Apesar de ter o nome de vila, seu começo se deu em um grande galpão, com cerca de 2500 metros quadrados, um prédio construído em forma de um quadrado, onde a parte frontal é aberta e de frente para a rua principal (Sotero dos Reis). Nas outras três linhas do quadrado e na sua parte central há estabelecimentos de prostituição. A passagem entre os dois lados desse quadrado é calçada, estreita e coberta. As duas entradas do galpão são identificadas pelos toldos amarelos e azuis colocados em cima das varandas dos estabelecimentos junto à rua principal. Os bares localizam-se na parte de baixo e os quartos, para a realização dos programas, no segundo andar. Parece uma galeria comercial, em que uma loja estaria ao lado da outra, contudo, trata-se de bares. Nesta espécie de corredor, o comércio é intenso. Há vendedores informais que expõem suas mercadorias no chão, na janela de um estabelecimento, outros perambulam pelas ruas. Os vendedores informais vendem diferentes produtos: sucos, doces, salgados (coxinhas, esfihas, sanduíches), roupas (lingeries, biquínis, tops), cosméticos (batom, sombra, desodorante, perfume, cremes), incensos, bijuterias, entre outros.
A Vila Mimosa foi o celeiro de diversas atrizes cariocas de filmes adultos. A mais famosa foi Natasha Lima, que chegou a participar de um dos episódios da série Mike in Brazil.
São exatamente 70 casas na Vila, em cada uma encontram-se no mínimo 10 quartos. Na Vila quase todos os estabelecimentos funcionam 24 horas (apenas as barracas, as tendas e os trailers que vendem refeições e bebidas funcionam a partir das 15/16 horas).
Segundo a Associação dos Moradores do Condomínio e Amigos da Vila Mimosa (AMOCAVIM), nas noites de sexta-feira e de sábado há cerca de 4.500 pessoas (em torno de 3.000 homens e 1.500 mulheres) transitando no complexo da Vila Mimosa.
Para a segurança da Rua Sotero dos Reis e interna, uma equipe de segurança (à paisana) é paga pelos proprietários das casas. Não é permitido que travestis ou garotos de programa trabalhem no local, pois para preservar a tradição, somente mulheres cisgênero são aceitas.
Para a legislação brasileira, manter um estabelecimento de prostituição é considerado crime, portanto, a Vila Mimosa é um negócio ilícito. No contrato legal da Vila está especificado que o galpão é um empreendimento comercial sem explicitar seu uso. As casas de prostituição localizadas em frente ao galpão são antigas moradias que foram transformadas em empreendimentos comerciais. Cada um desses bares funciona com seu registro legal de comércio.
Em setembro de 2019, em um jogo pelo campeonato francês, houve uma grande faixa na qual estava escrita: "Neymar Sr, venda seu filho na Vila Mimosa". A faixa contra Neymar Jr. e seu pai (e empresário) foi feita pela torcida do PSG em um momento de grande atrito entre Neymar Jr. e o clube.

### Interação e percepção social na Vila Mimosa
Na Vila Mimosa, observa-se uma dinâmica na interação entre os visitantes e as trabalhadoras sexuais. Ao contrário do que comumente se assume, muitos frequentadores deste lugar não se consideram clientes, apesar de manterem relações sexuais com as prostitutas. Esta percepção desafia as normas convencionais do negócio da prostituição e baseia-se em dois motivos principais. O primeiro é a transgressão de certas regras que regulam a atividade prostitucional. Estes homens não pagam pelas relações sexuais, ou no melhor dos casos, realizam uma troca de favores. Permanecem tempos indeterminados junto às prostitutas nos quartos e são tratados de maneira diferenciada, recebendo "privilégios" por parte delas. Isso inclui a omissão de práticas como o uso do preservativo masculino, a não execução de cobranças pelo serviço, e gestos mais íntimos e pessoais que não são comuns na relação comercial tradicional.
O segundo motivo reside na percepção social do que significa ser um cliente neste contexto. Ser identificado como cliente é motivo de zombaria entre outros homens, pois associa-se a uma menor masculinidade. Portanto, não ser tratado como cliente é uma fonte de orgulho e satisfação, diferenciando-se assim do visitante que segue as regras convencionais da zona e, por isso, é menos valorizado. Um aspecto diferenciado é a valorização dos clientes estrangeiros. Embora os clientes locais sejam geralmente menosprezados, os estrangeiros costumam ser altamente valorizados pelas prostitutas. Tânia, uma trabalhadora sexual com experiência internacional, compara os homens brasileiros com os alemães, destacando um maior respeito e consideração por parte destes últimos em relação às mulheres, o que não atribui apenas a diferenças econômicas, mas também culturais.
A presença de estrangeiros como clientes e proprietários de casas de prostituição nos últimos tempos influenciou na estrutura e percepção deste bairro. Embora alguns estrangeiros possam ter uma visão pejorativa da Vila, criticando-a pela aparência das mulheres ou pelas condições do lugar, continua sendo um ponto de referência importante na cidade do Rio de Janeiro para a prostituição. Esta situação levou alguns estrangeiros a tentarem se diferenciar, criando espaços distintos dentro da mesma Vila Mimosa.

## Cidade das Meninas
O itinerário original do projeto do trem-bala, que ligará o Rio de Janeiro a São Paulo, passa pela Vila Mimosa. Segundo a Agência Nacional de Transportes Terrestres, o trajeto só será oficializado após análise do Tribunal de Contas da União.
Moradores, pequenos empresários, garotas de programa da Vila Mimosa e 150 comerciantes das ruas Sotero dos Reis, Ceará, Hilário Ribeiro e Lopes de Souza, onde restaurantes, lojas e empresas geram mil empregos diretos e movimentam R$ 1 milhão por mês, ficariam desalojados com a construção da ferrovia.
O projeto da nova Vila Mimosa, já batizado de "Cidade das Meninas" pelas prostitutas, é dividido em dois complexos com cinco módulos, num total de 1.825 metros quadrados. Há espaços para anfiteatro, desfiles de moda, salas para cursos profissionalizantes, creche para 50 crianças, estacionamento para 70 carros, posto de saúde e escritórios. Foi desenhado pelo arquiteto Guilherme Rodrigues Ripardo, que se inspirou em obras de Oscar Niemeyer. A parte estrutural, sem contar com o terreno, está orçada, no mínimo, em R$ 3 milhões.